# ヌクノノ島
座標: 南緯9度10分06秒 西経171度48分35秒 / 南緯9.16833度 西経171.80972度

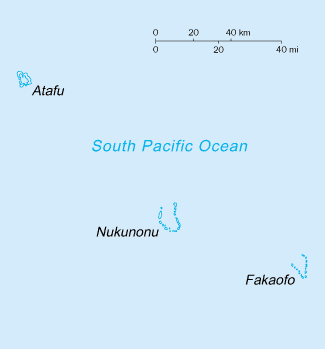
トケラウにおけるヌクノノ島の位置

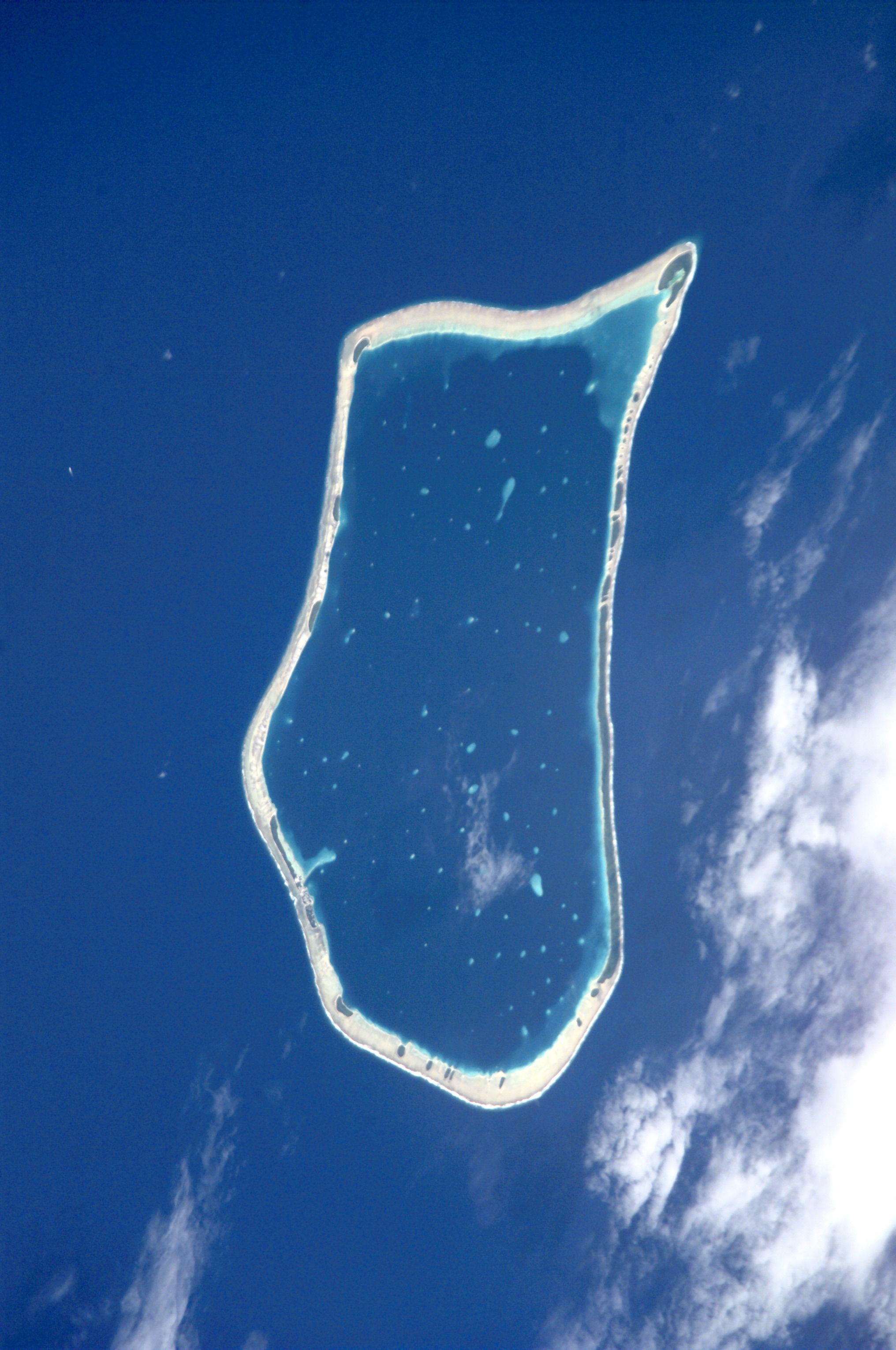
人工衛星から撮影されたヌクノノ島

ヌクノノ島（ヌクノノとう、Nukunono、旧称はデューク・オブ・クラレンス島、Duke of Clarence）は南太平洋に浮かぶニュージーランド領トケラウ諸島にあるサンゴ礁の島である。
環礁であり、20数個の小島嶼からなる。大礁湖を持ち、面積5.50km2。主島は南西にあるヌクノノ島。
2006年時点の人口は426人。コプラを生産している。